# Kamienica przy ulicy Długiej 56 w Krakowie
Kamienica przy ulicy Długiej 56 – zabytkowa kamienica znajdująca się w Krakowie, w dzielnicy I przy ulicy Długiej, na Kleparzu.
Kamienica została wzniesiona w latach 1890–1891 według projektu architekta Stefana Ertela.
14 września 1988 budynek został wpisany do rejestru zabytków. Znajduje się także w gminnej ewidencji zabytków.